# ۱۵ اکتبر
۱۵ اکتبر دویست و هشتاد و هشتمین (در سال‌های کبیسه دویست و هشتاد و نهمین) روز سال در گاه‌شماری میلادی است. ۷۷ روز تا پایان سال باقی‌است.

## رویدادها
- ۱۹۴۱ - جنگ جهانی دوم: آغاز تخلیه اماکن دولتی شوروی از مسکو در جریان نبرد مسکو

## زادروزها
- ۱۸۹۹ – آدولف برودز، رانندهٔ مسابقات اتومبیل‌رانی فرمول یک اهل آلمان (د. ۱۹۸۶)
- ۱۹۲۰ – کریس اکونوماکی، مفسر ورزش‌های موتوری، گزارشگر حاضر در مسیر پیت مسابقات اتومبیل‌رانی و روزنامه‌نگار اهل ایالات متحده آمریکا (د. ۲۰۱۲)
- ۱۹۲۶ – کارل ریشتر، موسیقی‌دان، نوازنده و رهبر ارکستر آلمانی (د. ۱۹۸۱)
- ۱۹۸۳ – برونو سنا، رانندهٔ مسابقات اتومبیل‌رانی اهل برزیل

## درگذشت‌ها
- ۱۳۸۹ - اوربان ششم، پاپ کلیسای کاتولیک

## مناسبت‌ها
- روز جهانی بانوان روستایی
- روز عصای سفید در ایالات متحده
- روز جهانی شستن دست
- روز جهانی آناتومی[نیازمند منبع]